# Senkove, Starobilsk
Senkove (în ucraineană Сенькове) este un sat în comuna Șpotîne din raionul Starobilsk, regiunea Luhansk, Ucraina.

## Demografie
Componența lingvistică a localității Senkove
     Ucraineană (100%)
Conform recensământului din 2001, toată populația localității Senkove era vorbitoare de ucraineană (100%).